# Schörlpädagogik

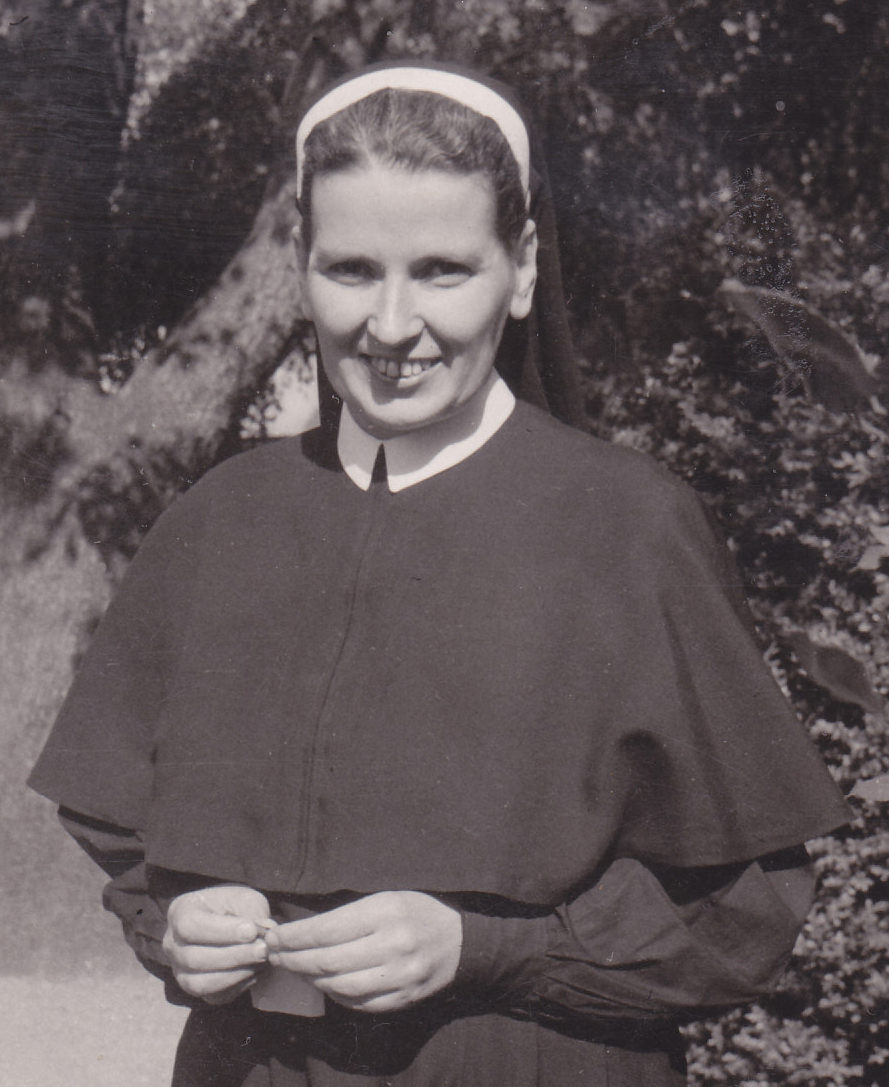
Margarete Schörl

Bei der Schörlpädagogik (auch Schörl-/Schmauspädagogik) handelt es sich um ein sozialpädagogisches Konzept in Kindergärten, benannt nach Mater Margarete Schörl, Ordensschwester der Congregatio Jesu („Englische Fräulein“). Mit Recht wird inzwischen die „Schörlpädagogik“ in „Schörl-/Schmauspädagogik“ umbenannt, da die Ordensfrau das frühpädagogische Konzept in engster Zusammenarbeit mit Margarete Schmaus entwickelt hatte. Der sozialpädagogische Ansatz geht davon aus, dass nur auf der Grundlage von christlichen und humanistischen Grundwerten eine professionelle Erziehung verantwortet werden kann. Vor allem konfessionell gebundene Kindergärten arbeiten nach der Schörlpädagogik.

## Leitbild
Der Kindergarten ist eine familienunterstützende/-ergänzende Einrichtung. Er hat einen eigenen sozialpädagogischen Erziehungs- und Bildungsauftrag. Dabei sind seine Aufgaben vielfältig: Oberste Priorität sollte sein, die Entfaltung von Mitmenschlichkeit. Zudem muss der Kindergarten u. a. das einzelne Kind nach seinen Begabungen und Fähigkeiten, es in seinem seelischen, geistigen und körperlichen Wachstum optimal fördern, begleiten sowie unterstützen. Ferner ist ein weiteres bedeutsames Anliegen des Kindergartens, die Wahrnehmungsebenen der Kinder zu erschließen, zu entwickeln und zu stärken. Am Anfang der Erziehung steht das Annehmen des Kindergartenkindes, so wie es ist. In diesem Zusammenhang ist seine bisherige Entwicklung sowie seine besondere Lernfähigkeit und Bildsamkeit zu sehen. Dabei haben (freies) Spiel und (zielgebundenes) Spielen für die gesamte Kindergartenzeit zentrale Bedeutung, allerdings innerhalb der Methode der „Spielführung des Raumteilverfahrens und der nachgehenden Führung im allgemeinen“.

## Konzeptionelle Grundsätze (Auswahl)

### Raumteilverfahren
Kernstück der Schörlpädagogik ist das Raumteilverfahren, das Margarete Schörl mit Margarete Schmaus für den Kindergarten entwickelt hatte. Die Methode des Raumteilverfahrens wurde wissenschaftlich von Sylvia Bayr-Klimpfinger begleitet, die sich mit den biologischen Gesetzmäßigkeiten der Lebensraumgestaltung befasste. Dabei waren für die Psychologin „Ergebnisse der Verhaltensforscher Heinrich Hediger und Monika Meyer-Holzapfel, die 'Lebensraumforschungen' anstellten, um gewisse Verhaltensstörungen bei in Gefangenschaft lebenden Wildtieren zu bekämpfen“.
Das Raumteilverfahren ist eine Methode der nachgehenden Führungsarbeit durch die Kindergärtnerin, im engeren Sinn eine sozialpädagogisch orientierte (indirekte) Methode der Spielführung. Es teilt bzw. gliedert den Gruppenraum des Kindergartens in einzelne kleine Spiel-/Aktivitätsbereiche, „äußerlich gesehen, zu Raumteile“.

### Nachgehende Führung
Ein wichtiger Aspekt der Schörlpädagogik ist, in Anlehnung an die Pädagogik Friedrich Fröbels, die nachgehende Führung als Erziehungsprinzip. Führung ist allgemein eine Grundfunktion der Erziehung. Besonders im Umgang mit schwierigen Kindern ist die nachgehende Führung, mit all ihren Teilformen, dem beachtenden Nachgehen, dem umsichtigen Vorsorgen, dem verstehend helfenden Führen. Um nachgehend führen zu können, muss der/die Erziehende das Kind genauesten beobachten, für sich folgende zwei Fragen beantworten:  „Was bedeutet es, Kind zu sein? Und: Wie kann ich mich in das Kind hineinversetzen?“.

### Spiel und seine Bedeutung
Die Schörlpädagogik betrachtet das kindliche Spiel als besonders wertvoll und schützenswert, zumal es die Lebensform des Kindes, seine Haupttätigkeit ist. Da Kindern, je jünger desto stärker, die Sprache nur begrenzt zur Verfügung steht, drücken sie sich durch das Spiel aus. Gerade für das verhaltensschwierige Kind ist das Spiel von enormer Wichtigkeit, da es sozusagen seine Probleme und belastenden Situationen herausspielt und so psychisch sich entlasten und erleichtern kann.

### Altersgemischte Gruppe
Die Schörlpädagogik favorisiert die altersgemischte Gruppierung, da diese Form keinen Kollektivdruck zulässt,
der im Gegensatz dazu von einer Gruppe Gleichaltriger ausgeht. Entwicklungsverzögerte Kinder „kommen in altersgleichen Gruppen immer zu kurz, ebenso jene, deren Charakter einer tiefergehenden Anpassung widerstrebt“. Außerdem erhöht die altersgleiche Gruppe den Leistungsdruck der Kinder untereinander.

### Tagesablauf
Der Tagesablauf folgt einer bestimmten Reihenfolge, die jedoch nicht dogmatisch ist, sondern als Orientierung gilt, ohne beliebig zu sein. Der strukturierte Tagesablauf gibt den Kindern Sicherheit. Er gliedert sich in zwei große Bestandteile: die erste und zweite Spielzeit. „Die erste Spielzeit umfaßt das Kommen der Kinder, das rollende Frühstück an einem dafür gedeckten Tisch und das Rollenspiel“. Der Übergang zur zweiten Spielzeit findet durch ein musikalisches Zeichen und ein Anhängespiel statt. Die erste Spielzeit wird nicht durch angeordnetes Aufräumen aufgelöst, sondern durch eine im Spiel integrierte Aktivität. Dies kann beispielsweise das Verzaubern des Gruppenraumes durch die Kinder sein. Der weiche Übergang zur zweiten Spielzeit „soll die Kinder von der ungeordneten und lauten Bewegung des Rollenspiels zur geordneten und ruhigen Aktivität... führen“. In der zweiten Spielzeit erhalten die Kinder Gelegenheit, „in Ruhe und konzentriert ihrer Arbeit nachzugehen, den Anweisungen beim Angebot der Erzieherin zu folgen und mitzumachen“. Es finden (freiwillige) Angebote z. B. zum zielgebundenen Schaffen statt. Diese werden jedoch sehr dosiert von der Erzieherin eingebracht, da zu viele Angebote die Kinder abhängig und somit unselbständig und wenig selbstverantwortlich machen. In der zweiten Spielzeit soll vielmehr der Gestaltungsprozess der Kinder durch die Erzieherin aktiv unterstützt werden.

### Glaubenserziehung
Die frühkindliche Glaubenserziehung lag der Ordensfrau besonders am Herzen, „da die Zahl der Kinder, die im Kindergarten zum ersten Mal von Gott hören und dort ihr erstes Gebet lernen“ immer mehr zunimmt. Sie kann einen „guten Boden für den Glauben an Gott bereiten; ganz gleich, ob und wie eine christliche Erziehung im Elternhaus erfolgt“. Ein wertvolles Hilfsmittel zur Glaubenserziehung sind bspw. bildkräftige religiöse Bildwerke..., um so mehr, je ärmer die Außenwelt an solchen Zeichen des Glaubens wird. Die Bedeutung eines religiösen Bildwerkes wird den Kindergartenkindern erst dadurch als solches erkennbar, daß wir es durch eine besondere Ehrung auszeichnen – wir stellen also Blumen davor auf, gelegentlich auch ein Licht. Dies genügt freilich noch nicht; wir müssen das Bild durch eine gelegentliche kurze Erklärung und durch unser Beten als Zeichen des Glaubens ausweisen. Dies ist ja der Sinn eines religiösen Bildes: es zu benützen als Zeichen unseres Glaubens, das unser Beten veranlaßt. Die Bilder stellen etwas dar, woran wir glauben, was wir lieben. Nach Möglichkeit bringen wir im Raum das eine oder andere Engelbildnis an, das den Kindern ihren mächtigen Schutzgeist veranschaulicht. Sie können sich dann einzeln und in Ruhe und Sammlung in ein solches Engelbildnis vertiefen.

### Weitere konzeptionelle Aspekte
- Mater Schörl hatte immer wieder darauf hingewiesen, dass der Kindergarten ein Ort der Bildung ist, und das bereits in den frühen 1950er-Jahren, in denen der Kindergarten noch als Aufbewahrungsanstalt gesehen wurde. Die Bildungsarbeit erfolgt vor allem, aber nicht nur, über die Sprache und das Material. Lernen geschieht auch und besonders durch Imitation und Identifikation.[18]

- Neben dem kindlichen Spiel ist das bildnerische Gestalten als Ausdrucksgeschehen ein wichtiger Aspekt der Schörlpädagogik.[19]

- Die Unterweisung der Kinder ist ein bedeutendes Kriterium der Schörlpädagogik.[20] Sie ist jene der Kindergärtnerin zustehende Lehrform, mittels welcher den Kindern ein sinnvoller Umgang mit Gegenständen ihres täglichen Lebens vermittelt wird. Die Unterweisungen gelten Vorgängen und Dingen, die von Kleinkindern erfaßbar sind oder eben durch die Unterweisung erfaßbar gemacht werden können. Was die Kindergärtnerin dabei in betont exemplarischer Weise ihren Kindern vor Augen führt, das nehmen sie auf, das prägt sich ihnen ein, das werden sie nachahmen im eigenen selbständigen Vollzug.[21]

## Schörl-/Schmauspädagogik heute
Die Katholische Erwachsenenbildung Hannover (Diözese Hildesheim) bietet Schörlpädagogik-Zertifikationskurse an.
Der 105. Geburtstag von Mater Schörl wurde mit der Enthüllung einer Stele begangen. Damit verbunden war eine dreitägige Tagung zur Schörlpädagogik, die gleichzeitig die Startveranstaltung des Erasmus+- EU-Projektes, unter Leitung von Doris Kloimstein, war. Unter anderem gestalteten Anna Ruschka und Elfriede Lechner einen Workshop: „Auf den kreativen Spuren von M. M. Schörl: Selber denken macht gescheit, selber malen macht ausdrucksstark“.
Zum Abschluss des Erasmus+EU-Projektes über die Schörlpädagogik erschien im Dezember 2018 die Broschüre Schörln wir mal. Schörl-Pädagogik für daheim, herausgegeben von der Diözese St. Pölten. Vom 2. bis 5. Juli 2019 fand in Ulm  ein Symposium zum Thema „Die Schörl-/Schmauspädagogik im Kontext ausgewählter frühpädagogischer Konzepte“ statt. Dieses wurde aufgrund der hohen Nachfrage vom 2. bis 5. März 2020 in München wiederholt. Bei beiden Veranstaltungen hielt der Schörl-/Schmauspädagogik-Experte Manfred Berger das Hauptreferat zum Thema: „Die Schörl-/Schmauspädagogik im Kontext neuester wissenschaftlicher Forschungsergebnisse zur Frühpädagogik“ (veröffentlicht im Dokumentationsbericht über die Tagungen). Der Referent berücksichtigte in seinen Vorträgen bisher noch völlig unbekannte (unentdeckte) Aufsätze von Mater Schörl und Margarete Schmaus zum Raumteilverfahren und zur nachgehenden Führung durch die Kindergärtnerin. Die Tagungen waren verbunden mit einer Ausstellung zur Schörl-/Schmauspädagogik. Vom 23. bis 25. Juni 2022 veranstaltete das Ida-Seele-Archiv eine Fortbildungsmaßnahme zur Schörl-/Schmauspädagogik (mit Ausstellung) unter dem Motto: „'Freiheit soviel wie möglich, Führung soviel wie nötig'. Die Schörl-/Schmauspädagogik ein brauchbares frühpädagogisches Konzept?“. Das Ida-Seele-Archiv  gestaltete vom 17. bis 19. Juli 2023  in Augsburg eine Tagung (mit Ausstellung) zum Thema „Fröbel-. Montessori-, Schörl-/Schmauspädagogik“.